# Stakes Is High
Albums de De La Soul
Clear Lake Audiotorium
(1994) Art Official Intelligence: Mosaic Thump
(2000)
Singles
1. Stakes Is High
Sortie : 1996
2. Itzsoweezee (HOT)
Sortie : 1996
3. 4 More
Sortie : 1997

Stakes Is High est le quatrième album studio de De La Soul, sorti le 18 juin 1996.
L'album s'est classé 4e au Top R&B/Hip-Hop Albums et 13e au Billboard 200.

## Liste des titres
| No  | Titre                                                           | Contient un (des) sample(s) de | Durée |
| --- | --------------------------------------------------------------- | --- | ----- |
| 1.  | Intro (Produit par De La Soul)                                  | | 2:35  |
| 2.  | Supa Emcees (Produit par De La Soul)                            | Summer Samba de Walter Wanderley Super Sporm de Captain Sky Adventures of Super Rhyme (Rap) de Jimmy Spicer Get Me Back on Time, Engine #9 de Wilson Pickett La Di Da Di de Doug E. Fresh et Slick Rick | 3:40  |
| 3.  | The Bizness (featuring Common – Produit par De La Soul)         | Come Dancing de Jeff Beck The Look of Love d'Howard Roberts Get Down de Craig Mack A One Two de Biz Markie | 5:41  |
| 4.  | Wonce Again Long Island (Produit par De La Soul)                | Who's Making Love de Lou Donaldson | 3:39  |
| 5.  | Dinninit (Produit par Spearhead X)                              | Enchanted Lady de Milt Jackson | 4:20  |
| 6.  | Brakes (Produit par De La Soul)                                 | Be Thankful for What You Got de William DeVaughn The Breaks de Kurtis Blow Silly de Deniece Williams It's Your Rock des Fantasy Three Children's Story de Slick Rick P.S.K. - What Does It Mean? de Schoolly D Peter Piper de Run–D.M.C. Funky President de James Brown South Bronx des Boogie Down Productions | 4:06  |
| 7.  | Dog Eat Dog (Produit par De La Soul)                            | Peaceful Sundown du Jan Hammer Group The Moment I Feared de Slick Rick | 3:40  |
| 8.  | Baby Baby Baby Baby Ooh Baby (Produit par De La Soul)           | Hobo Scratch de Malcolm McLaren & World's Famous Supreme Team Buffalo Gals de Malcolm McLaren | 2:10  |
| 9.  | Long Island Degrees (Produit par De La Soul)                    | It Only Happens (When I Look at You) d'Aretha Franklin | 3:27  |
| 10. | Betta Listen (Produit par De La Soul)                           | The Outside Man de Little Junior Parker Funky Drummer de James Brown | 4:28  |
| 11. | Itzsoweezee (HOT) (Produit par De La Soul)                      | Happy Days de Pratt & McClain et Charles Fox Hot Dis Year de Dirtsman | 4:55  |
| 12. | 4 More (featuring Zhané – Produit par O. Gee et De La Soul)     | A Rose for Booker de Chico Hamilton Never Give You Up de Sharon Redd Jimmy's Bonus Beat des Jungle Brothers Louisiana Blues du Climax Blues Band | 4:18  |
| 13. | Big Brother Beat (featuring Mos Def – Produit par Skeff Anselm) | I Am the Tall Tree de The Flock Computer Game (Theme From the Circus) du Yellow Magic Orchestra Here We Go (Live at the Funhouse) de Run–D.M.C. Cosmic Surfin' du Yellow Magic Orchestra | 3:42  |
| 14. | Down Syndrome (Produit par De La Soul)                          | Come Dancing de Jeff Beck | 3:28  |
| 15. | Pony Ride (featuring Truth Enola – Produit par De La Soul)      | | 5:26  |
| 16. | Stakes Is High (Produit par Jay Dee et De La Soul)              | Swahililand d'Ahmad Jamal Mind Power de James Brown | 5:30  |
| 17. | Sunshine (Produit par De La Soul)                               | Free Angela (Thoughts... And All I've Got to Say) de Bayeté High on Sunshine des Commodores Blow Your Head de Fred Wesley & The J.B.'s Fresh Is the Word de Mantronix featuring MC Tee Slow and Low des Beastie Boys                                                                                            | 3:39  |

## Classements hebdomadaires
| Classement (1996)                   | Meilleure place |
| ----------------------------------- | --------------- |
| Allemagne (Media Control AG)        | 91              |
| États-Unis (Billboard 200)          | 13              |
| États-Unis (Top R&B/Hip-Hop Albums) | 4               |
| Nouvelle-Zélande (RIANZ)            | 45              |
| Pays-Bas (Mega Album Top 100)       | 68              |
| Royaume-Uni (UK Albums Chart)       | 42              |
| Suède (Sverigetopplistan)           | 60              |

| Classement (2023)        | Meilleure place |
| ------------------------ | --------------- |
| Écosse (OCC)             | 82              |
| Royaume-Uni (R&B Albums) | 1               |